# دوري جزر المالديف لكرة القدم 2013
دوري جزر المالديف لكرة القدم 2013 هو موسم من دوري جزر المالديف لكرة القدم ‏. فاز فيه نادي نيو راديانت.